# الدعارة في السعودية
يُعتبر البغاء في المملكة العربية السعودية أمر غير قانوني، ويُعاقب عليه بالسجن أو حتى الجلد،  أما الرعايا الأجانب فيتم ترحيلهم بعد العقاب. إذا كانت الأطراف المشاركة في البغي أو الدعارة مشاركة في الخيانة الزوجية، الزنا أو اللواط فيُمكن أن تصل العقوبة حينها حد الإعدام.
في حزيران/يونيو 2007، أُرسلت 80 امرأة إلى المحاكمة بتهمة الدعارة كما تم محاكمة 20 رجلا بتهمة الاتجار بالجنس والقوادة.

## الاتجار بالبشر والعمل القسري
تُعد المملكة العربية السعودية واحدة من أكثر الدول في استقبال العمال الأجنبيبن؛ فحوالي 30% من سكان السعودية هم من المهاجرين من بلدان أخرى، ويفرض القانون السعودي على جميع المغتربين في المملكة ضرورة التوفر على عقد عمل أثناء وجودهم في البلاد؛ لذلك فالممارسات «المعيبة» أو غير العادلة من قبيل التحرش الجنسي والاتجار في النساء قليلة  لكن وفي المقابل هناك انتهاكات جسيمة لحقوق الإنسان خاصة العمال؛ فالعديد منهم يُحاولون مرارا وتكرار الهروب من أرباب عملهم بسبب ما يعيشونه معهم.
لحد سنة (2018)، لا توجد قوانين صارمة تُفرض على المتاجرين بالبشر؛ ففي عام 2013 لم تُبلغ الحكومة عن أي محاكمات أو إدانات للمتاجرين بالبشر داخل أراضي المملكة.